# Škalić Zagorski
Škalić Zagorski is een plaats in de gemeente Desinić in de Kroatische provincie Krapina-Zagorje. De plaats telt 37 inwoners (2001).